# 강원대지
강원대지(Gangwon Plateau)는 동, 서로 분할되어 있는 한국대지의 서쪽 부분에 있는 해저대지이다.

## 해양지명
수로업무법 제33조의4 제1항의 규정에 의거 해양지명위원회에서 심의·결정한 해양지명은 다음과 같다.
- 제정 해양지명 : 강원대지
- 대표위치(WGS-84) : 37-45N 130-10E
- 범위 : 동, 서로 분할되어 있는 한국대지의 서쪽 부분의 해저대지로서 서단은 38-00N, 130-25E, 남단은 37-15N, 130-10E, 동단은 37-47N, 130-43E, 북단은 37-36N, 129-50E(개위) 지점임